# Dani Cancela
Daniel Cancela Rodriguez, detto Dani (La Coruña, 23 settembre 1981), è un ex calciatore spagnolo naturalizzato hongkonghese, di ruolo difensore.

## Carriera

### Club
Ha giocato tra la terza e la quarta divisione spagnola e nella prima divisione hongkonghese.

### Nazionale
Nel 2017 ha esordito con la nazionale hongkonghese.

## Statistiche

### Cronologia presenze e reti in nazionale
| Cronologia completa delle presenze e delle reti in nazionale ― Hong Kong | Cronologia completa delle presenze e delle reti in nazionale ― Hong Kong | Cronologia completa delle presenze e delle reti in nazionale ― Hong Kong | Cronologia completa delle presenze e delle reti in nazionale ― Hong Kong | Cronologia completa delle presenze e delle reti in nazionale ― Hong Kong | Cronologia completa delle presenze e delle reti in nazionale ― Hong Kong | Cronologia completa delle presenze e delle reti in nazionale ― Hong Kong | Cronologia completa delle presenze e delle reti in nazionale ― Hong Kong |
| Data                                                                     | Città                                                                    | In casa                                                                  | Risultato                                                                | Ospiti                                                                   | Competizione                                                             | Reti                                                                     | Note                                                                     |
| ------------------------------------------------------------------------ | ------------------------------------------------------------------------ | ------------------------------------------------------------------------ | ------------------------------------------------------------------------ | ------------------------------------------------------------------------ | ------------------------------------------------------------------------ | ------------------------------------------------------------------------ | ------------------------------------------------------------------------ |
| 5-9-2019                                                                 | Phnom Penh                                                               | Cambogia                                                                 | 1 – 1                                                                    | Hong Kong                                                                | Qual. Mondiali 2022                                                      | -                                                                        |                                                                          |
| 10-9-2019                                                                | Wan Chai                                                                 | Hong Kong                                                                | 0 – 2                                                                    | Iran                                                                     | Qual. Mondiali 2022                                                      | -                                                                        | 85’                                                                      |
| 10-10-2019                                                               | Bassora                                                                  | Iraq                                                                     | 2 – 0                                                                    | Hong Kong                                                                | Qual. Mondiali 2022                                                      | -                                                                        | 8’                                                                       |
| 19-11-2019                                                               | Wan Chai                                                                 | Hong Kong                                                                | 2 – 0                                                                    | Cambogia                                                                 | Qual. Mondiali 2022                                                      | -                                                                        |                                                                          |
| Totale                                                                   |                                                                          | Presenze                                                                 | 15                                                                       |                                                                          | Reti                                                                     | 0                                                                        |                                                                          |

## Palmarès

### Club

#### Competizioni nazionali
- Hong Kong Premier League: 8

Kitchee: 2010-2011, 2011-2012, 2013-2014, 2014-2015, 2016-2017, 2017-2018, 2019-2020, 2020-2021
- Hong Kong Football Association Cup: 1

Kitchee: 2011-2012
- Hong Kong League Cup: 3

Kitchee: 2011-2012, 2014-2015, 2015-2016
- Hong Kong Sapling Cup: 2

Kitchee: 2017-2018, 2019-2020